# Nittersum

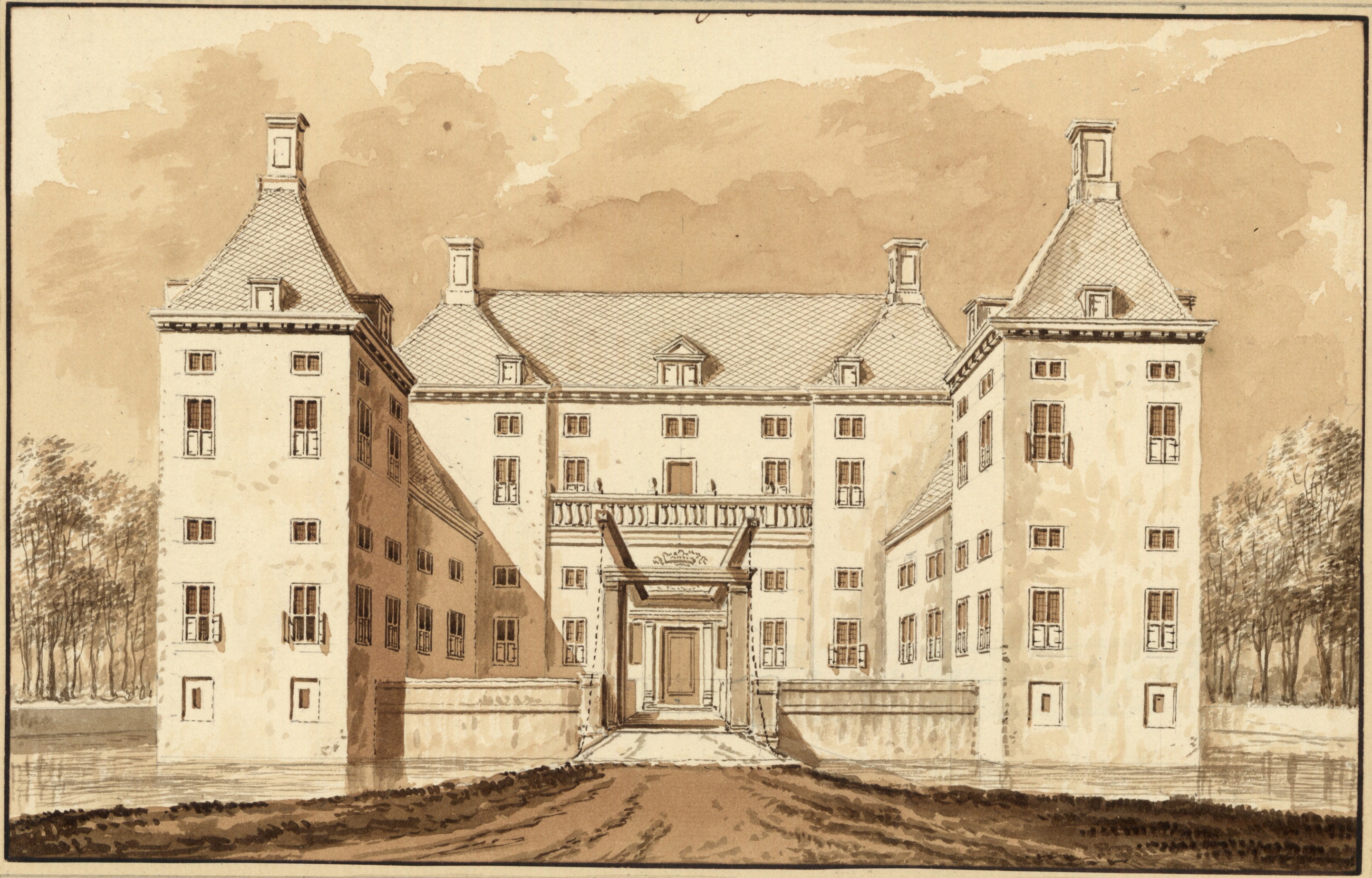
De borg in 1670 (het jaar van de herbouw), toen het eigendom was van de familie Clant (Abraham Rademaker, begin 18e eeuw).

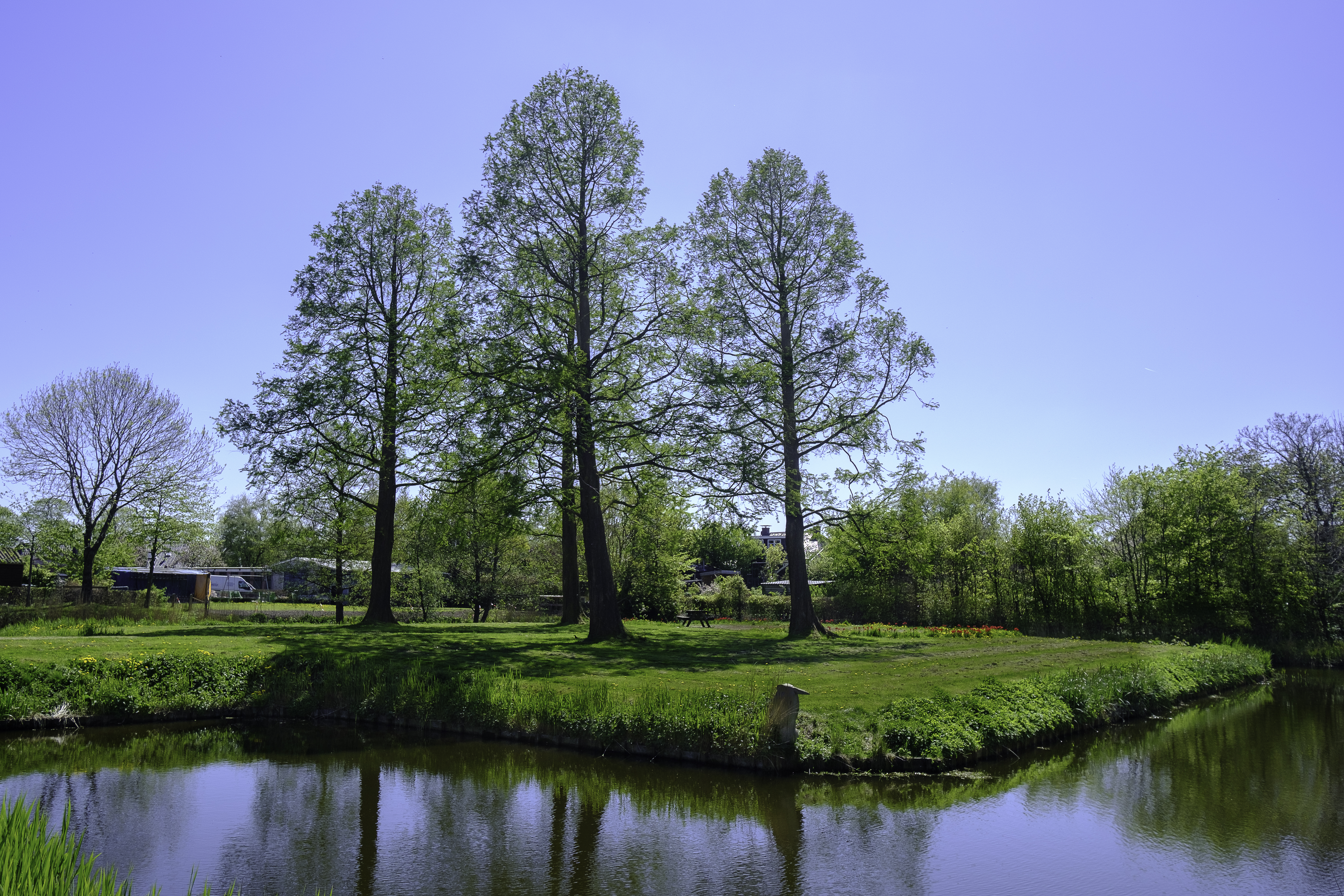
Borgstee van de vroegere borg

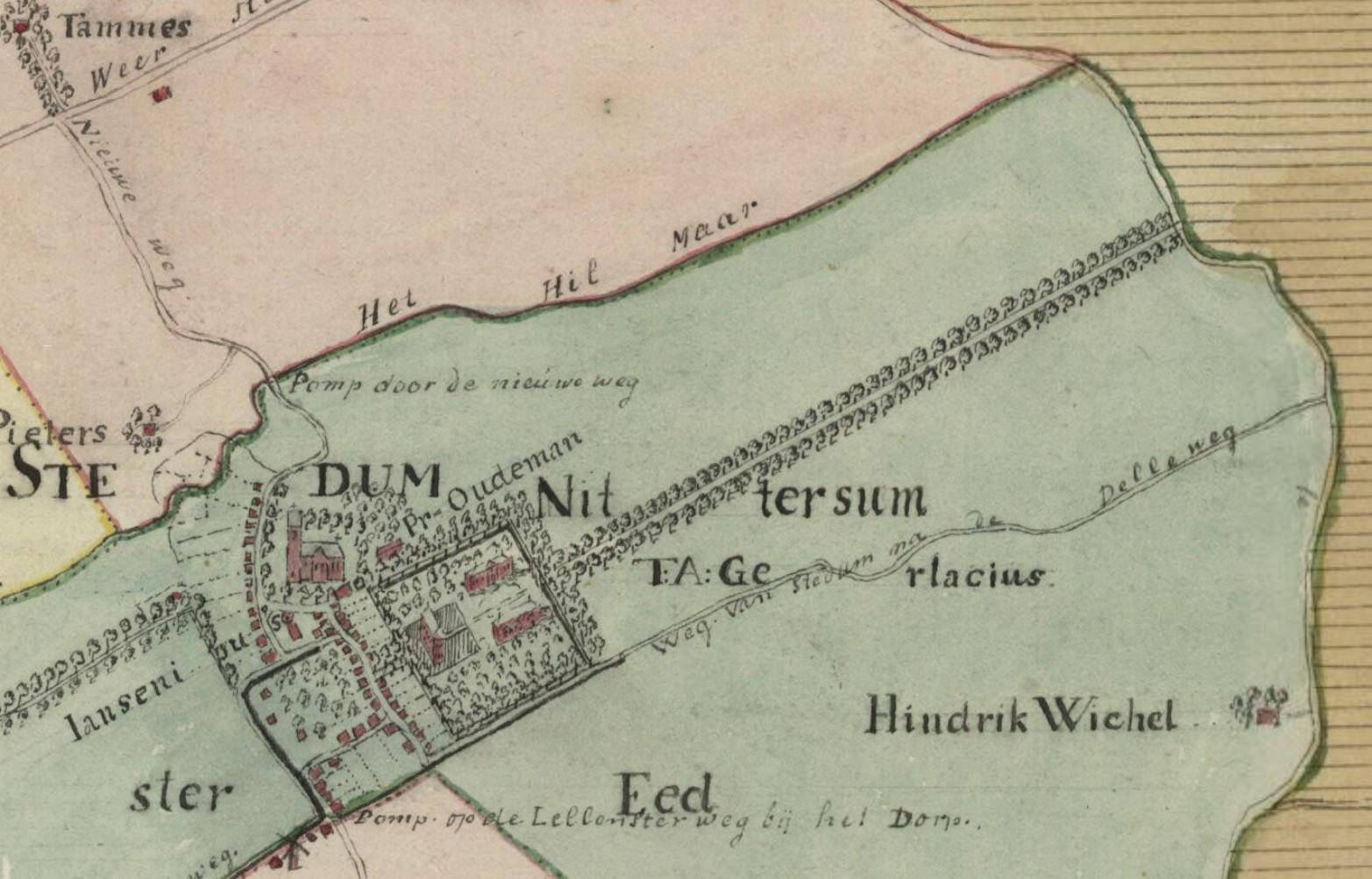
Fragment van een kaart van de schepperij van Stedum uit begin jaren 1780 met het dorp Stedum en de borg Nittersum met schathuizen en oprijlaan

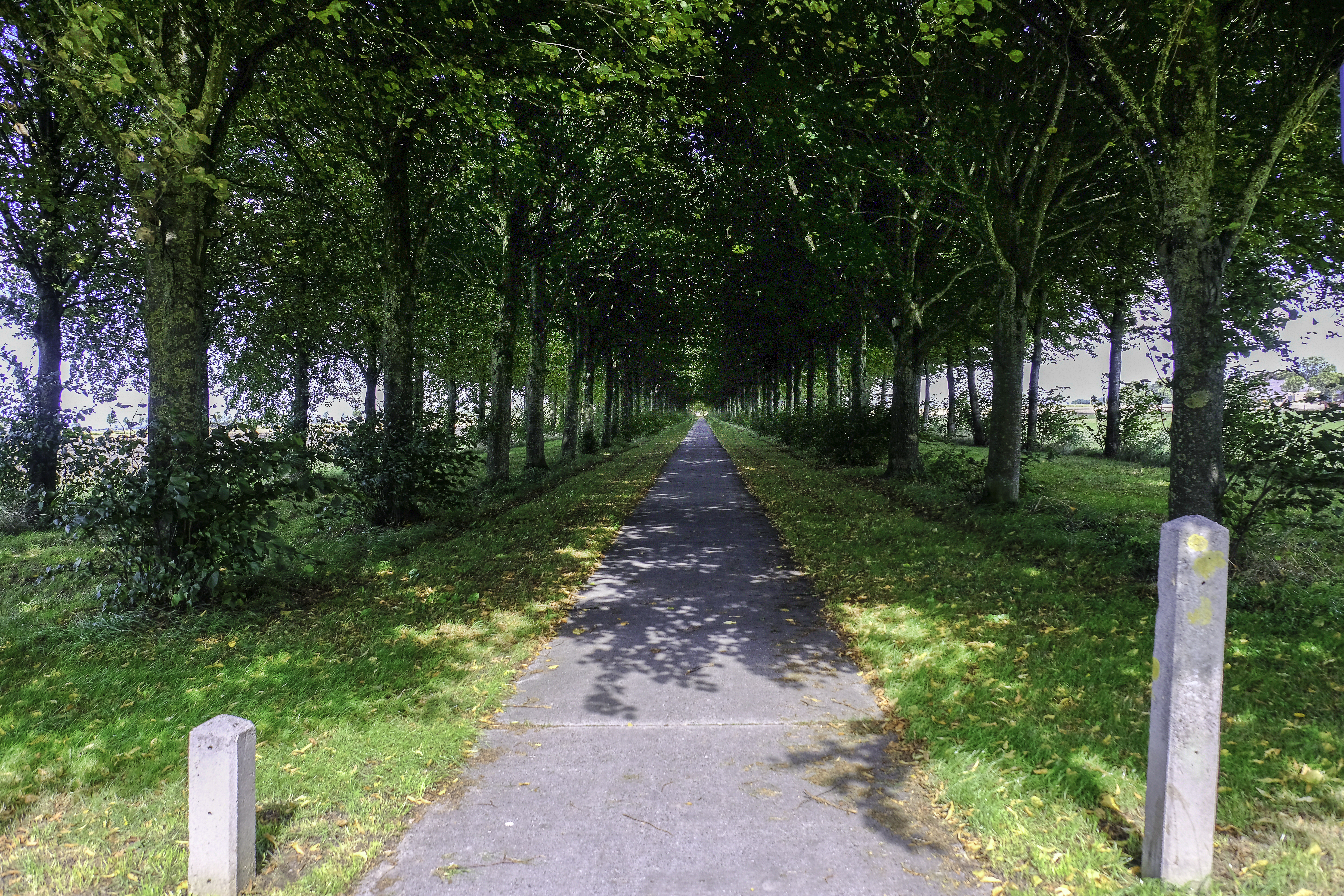
De 650 meter lange 'Laan van Nittersum' die herinnert aan de vroegere oprijlaan naar de borgstee, vermoedelijk aangelegd als fietspad rond 1992

Borg Nittersum was een borg bij het dorp Stedum in de provincie Groningen. Het was naar men zei een van de mooiste borgen van Groningen. Van de borg resteert alleen de borgstee. De lange oprijlaan naar de borg (de Borgweg) is later gereconstrueerd en is duidelijk aanwezig in het landschap. Een maquette van de borg van de hand van Stedumer Frans van der Veen uit 1972 bevindt zich in de kerk van Stedum.

## Geschiedenis

### Vroege geschiedenis
De borg is mogelijk in de veertiende eeuw gebouwd. De eerste persoon die aan de borg gekoppeld kan worden is Eppe Nittersum, die vermoedelijk een legerleider van de Schieringers was. Hij wordt tussen 1398 en 1401 genoemd in oorkonden en stond aan het hoofd van een gewapende groep strijders die Hayo Wibben om het leven bracht op het kerkhof van Westeremden. Voor Eppe werd ook al een Eppo Nithardesma genoemd in een oorkonde over de Marne uit 1344, maar een relatie met Stedum en/of Nittersum is niet met zekerheid vast te stellen. In een artikel in de Groningse Volksalmanak van 1930 worden nog een aantal namen en vermeldingen genoemd van heren in Stedum, maar deze kunnen evenmin met zekerheid aan de borg worden gekoppeld.
Ook wordt wel gesproken over drie andere locaties waar mogelijk een borg zou hebben gestaan:  
Bij De Weer zou volgens Van der Aa een borg hebben gestaan, maar bewijzen en bronnen hiervoor ontbreken. Dit geldt ook voor de bewering van Hendrikus Kremer over Barnheem (Drieborgenlaan), die overigens in eerste instantie tussen een aantal volksverhalen uit 1829 stond.
In 1458 en 1464 komt een Ondel of Andelof Nittersum voor, die in 1471 in de kerk van Stedum begraven werd. Zijn grafzerk is de oudst bekende van Groningen. Hij of zijn zoon Eppo was getrouwd met een vrouw genaamd Bywe. Mogelijk is het huis door het trouwen van Andelofs dochter Teteke met Egbert Clant Nittersum in handen van de familie Clant overgegaan, maar Egbert Clant wordt tijdens de periode dat hij genoemd wordt (tussen 1495 en 1521) nergens heer van Stedum genoemd en komt alleen in de klauwboeken voor. Dat is wel het geval met zijn tweede zoon Eilco Clant, die hem waarschijnlijk opvolgde en bij zijn trouwen in 1534 met Margaretha Addinga hoofdeling van Stedum genoemd wordt.  

### Tachtigjarige Oorlog
Eilco's zoon en opvolger Egbert Clant was een van de Ommelander hoofdelingen die in 1577 gevangen gezet werd door de stad Groningen. In 1579 ondertekende hij met andere hoofdelingen de Unie van Utrecht. De borg werd dat jaar platgebrand door Spaanse troepen. In 1580 ging Egbert Clant in ballingschap naar Bremen. In 1582 maakte ene Lucas van Lingen aanspraak op de borg (over een verwoesting wordt niet gesproken), maar in 1587 werd deze confiscatie weer ongedaan gemaakt. Tijdens zijn ballingschap bracht Egbert Clant voor de Ommelanders een bezoek aan de landraad en graaf Frans van Anjou. Na zijn overlijden in 1590 duurde het tot de reductie van 1594 alvorens zijn zoon Eilco Clant (uit zijn eerste huwelijk met Anna Manninga) terug kon keren naar de borg. Hij liet boven de ingang van het nieuwe of herstelde huis een gevelsteen inmetselen waarop de verwoesting in 1579 wordt genoemd. Diens zoon Adriaan Clant erfde bij zijn dood op 15-jarige leeftijd de borg. Hij was een van de afgevaardigden die namens de Staten Generaal de Vrede van Münster tekenden waarmee de Tachtigjarige Oorlog werd beëindigd. 

### Johan Clant
Na zijn dood in 1665 volgde zijn zoon Johan Clant hem op. Hij deed veel van zich spreken in het dorp. In 1666 werd Lellens afgescheiden van het dorp. Hij besteedde mogelijk ook veel geld aan de kerk in Stedum. In 1668 liet hij de vloer vervangen, in 1669 werden op zijn initiatief kerkbanken geplaatst gevolgd door een nieuwe kansel in 1671, en in 1680 zorgde hij voor de plaatsing van een nieuw orgel. Ook werden rond 1670 nieuwe herenbanken geplaatst en liet Johan in 1689 een nieuwe avondmaalsbeker maken door zilversmit Jan Papingh de Oude. Of al deze kosten door hem werden betaald is echter onbekend; hij liet ook eens op kosten van de kerk een kostbaar eetgelag aanleggen, die de kerk een heel jaarinkomen kostte. Voor zijn vader liet hij in 1672 een praalgraf bouwen in de kerk naar ontwerp van Rombout Verhulst. 
In 1669 liet hij Nittersum herbouwen naar ontwerp van de Amsterdamse architect Philips Vingboons. Vermoedelijk werd de Dijkumborg in Garsthuizen die Johan Clant in hetzelfde jaar gekocht had, gesloopt om de stenen voor het nieuwe Nittersum te kunnen gebruiken. De omgrachte borg bestond uit een huis van twee verdiepingen met twee grote zalen en een aantal boven- en benedenvertrekken. Ervoor bevonden zich een tweetal muren met daartussen een voorplein. Boven de voordeur werd het wapen van Clant (drie vissen) geplaatst. Daarboven bevond zich een balkon met zeven beelden. De twee vleugels voor de vleugels van de borg die Vingboons tekende, werden in werkelijkheid nooit gerealiseerd. Ze zijn dus niet gesloopt zoals Ten Broek dacht. Mogelijk kwam de borg in 1671 gereed. Bij de borg bevonden zich tuinen, hoven, singels en een hertenkamp.
Johan overleed in 1694. Zijn rouwbord en portret hangen in de kerk. 

### Latere eigenaren
Bij zijn dood kwam de borg in handen van zijn oudste dochter Elisabeth, die getrouwd was met Albert Lewe van Kantens, zodat de borg korte tijd overging op dit geslacht. Doordat zij twee jaar later zelf stierf en haar man eerder al gestorven was erfde vervolgens haar 10-jarige dochter Petronella Lewe de borg. Zij trouwde met baron Everhard Frederik van Lintelo. Everhard Frederik en Petronella stierven beide kinderloos in 1761, waarop hun erfgenamen de borg te koop zetten. Het geheel omvatte toen naast tuinen, hoven en singels ruim 50 grazen land en 35 huis- en heemsteden onder Stedum. De bijbehorende rechten omvatten de staande jurisdicties van Stedum, Westeremden en Garsthuizen, de staande schepperij en het staande collatierecht van Stedum en zijlrechteden en de meerderheid van de stemmen voor de verkiezing van scheppers onder Westeremden en Garsthuizen. De borg Ringenum bij Uitwierde met bijbehorende rechten werd erbij verkocht. Het geheel werd verkocht aan Johan Herman Gerlacius, die raadsheer was van de Raad van Brabant. Na zijn dood in 1778 werd de borg opnieuw te koop gezet door zijn erfgenamen. In de boedel worden ook schathuizen genoemd. De borg werd blijkbaar niet verkocht want zijn zoon Tjaard Adriaan Gerlacius kreeg het goed in 1780. Hij was betrokken bij een groot aantal conflicten over geld met de kerk van Stedum. Hij liet in 1783 ook de kerk van Solwerd herbouwen en herstellen na het beleg van Delfzijl in 1814. Al voor de  Franse tijd was hij sterk verarmd, maar hij bleef gedurende zijn leven op grote voet leven. 

### Sloop en latere geschiedenis
Na het overlijden van Gerlacius in 1817 werd de borg in 1818 verkocht op afbraak en gesloopt. Hetzelfde gebeurde met de bijbehorende schathuizen. Alvorens de borg gesloopt werd, werd een kadastrale tekening van de bijbehorende percelen gemaakt.
Op de borgstee werd kort na de sloop een kleine woning gebouwd, die in 1970 weer gesloopt werd. Er zou volgens Ten Broek en Formsma ook een huis aan noordzijde op het voorterrein zijn gebouwd, dat de naam 'schathuis' droeg. Op kaarten is hier echter enkel een stuk water te zien. Op het borgterrein werd in de jaren 1950 tot 1970 een uitbreidingswijk gebouwd, die begin jaren 1990 verder werd uitgebreid. Ten noorden van het borgterrein werd in 1956 tussen de Weemweg en de Singel onder architectuur van de Uithuizer architect J.J. Smith bejaardentehuis Nij Nittersum gebouwd, dat in 2023 weer gesloopt werd.
De verwaarloosde binnengrachten werden in de jaren 1970 weer uitgegraven en de borgstee werd aangewezen tot rijksmonument, maar het geheel werd vervolgens weer verwaarloosd. Ergens begin jaren 1990 (mogelijk 1992) werd de oprijlaan opnieuw aangelegd als het fietspad 'Laan van Nittersum'. In 2004 werden de binnengrachten opnieuw uitgegraven en werd de borgstee hersteld.

## Graven
Veel bewoners liggen begraven in twee grafkelders onder de kerk van Stedum. De eerste kelder stamt mogelijk uit de 15e eeuw. De tweede kelder werd aangelegd door Johan Clant toen de eerste vol was. De graven werden vermoedelijk in 1873 geschonden door grafrovers nadat burgemeester Cornelius van Beresteyn de grafkelders had bezocht. In 1929 werden de beenderen herplaatst in een nieuwe kist en werden de loden opschriften geïnventariseerd door Ten Broek.

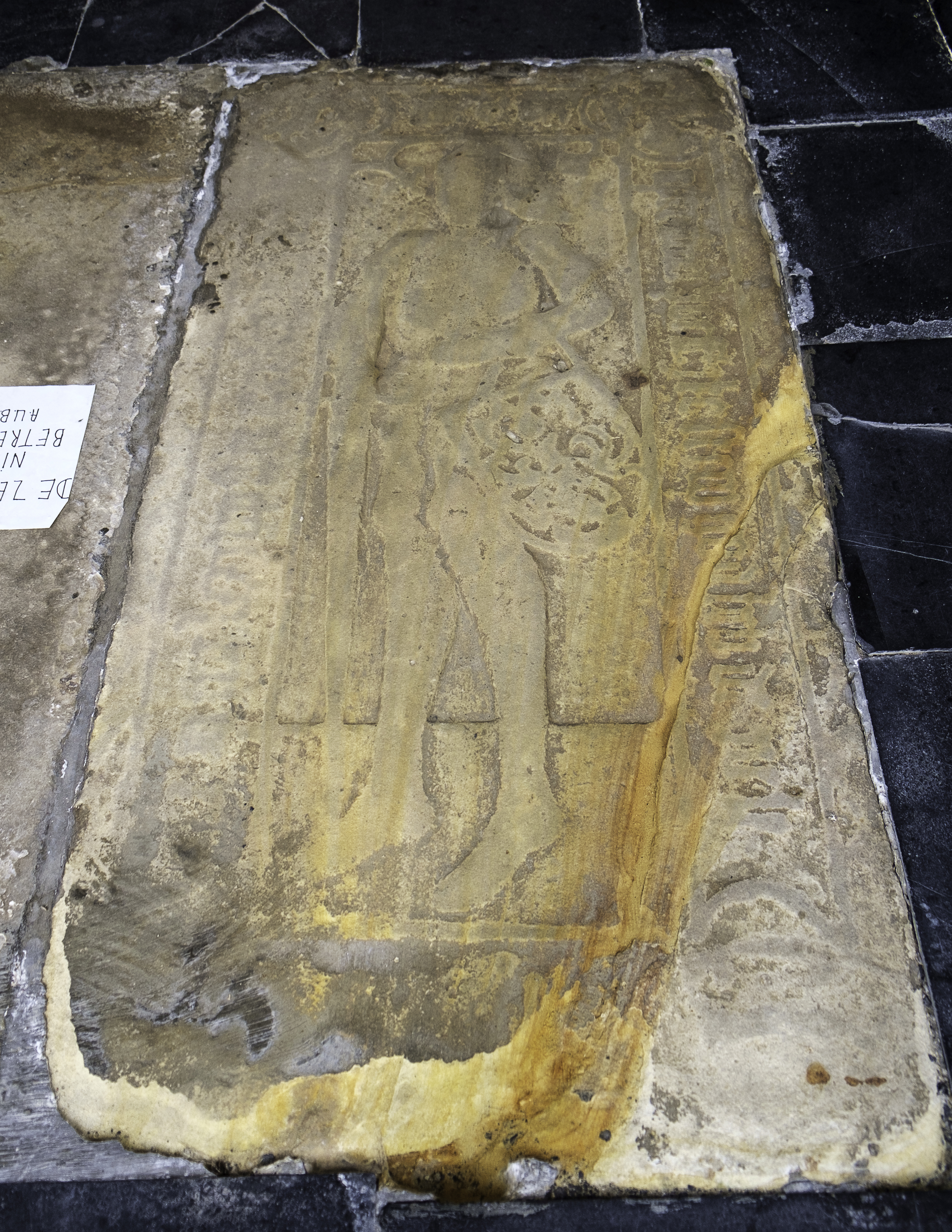
De grafzerk van Andelof Nittersum uit 1471 is de oudste van Groningen
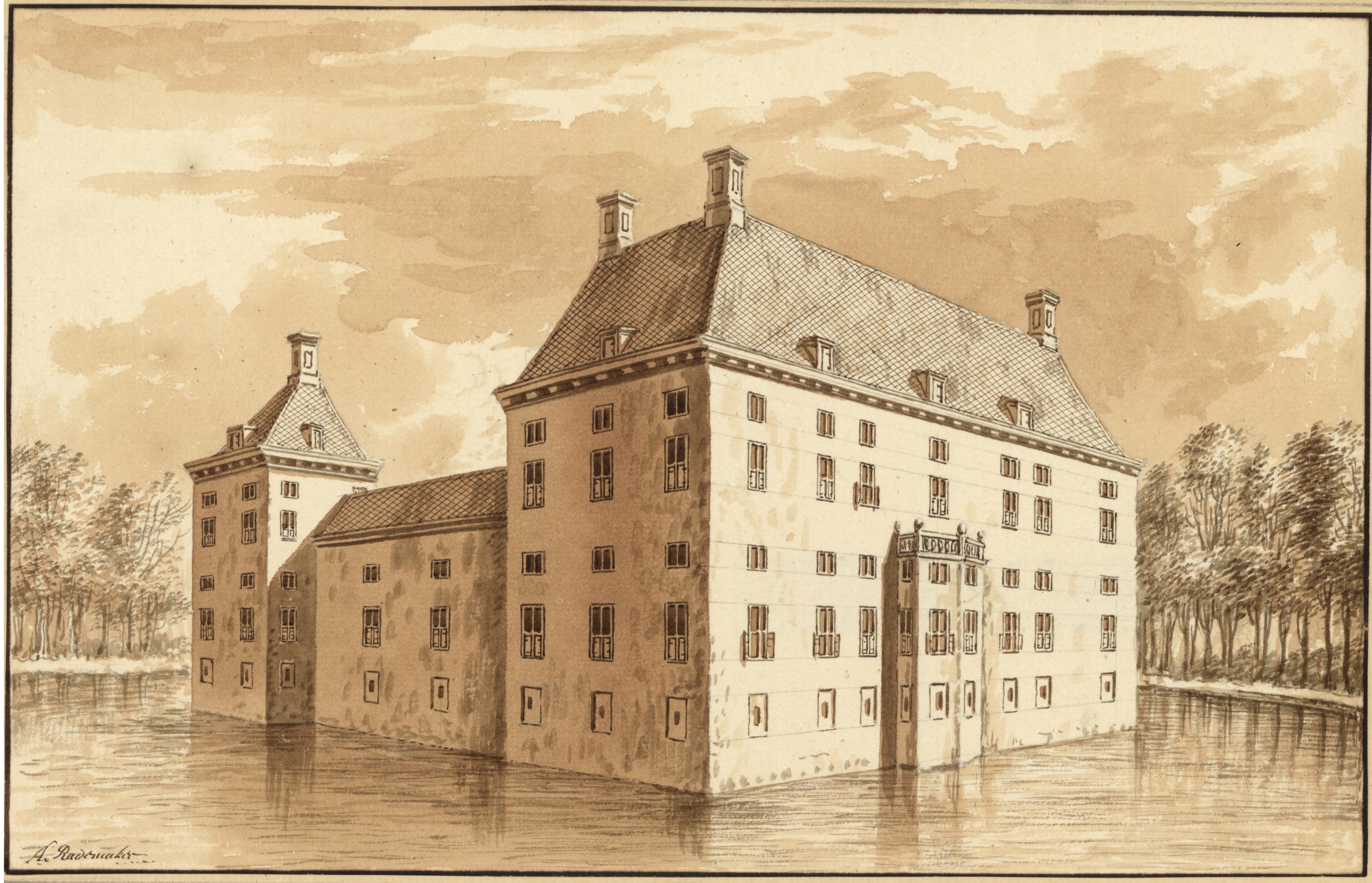
Achterzijde van de borg bij de herbouw in 1670 (Rademaker, begin 17e eeuw)
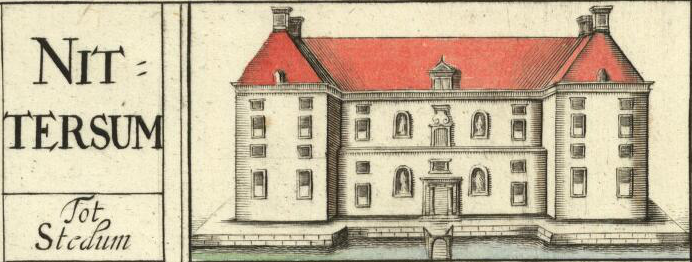
De borg op de kaart van Willem en Frederik Coenders van Helpen (1678)
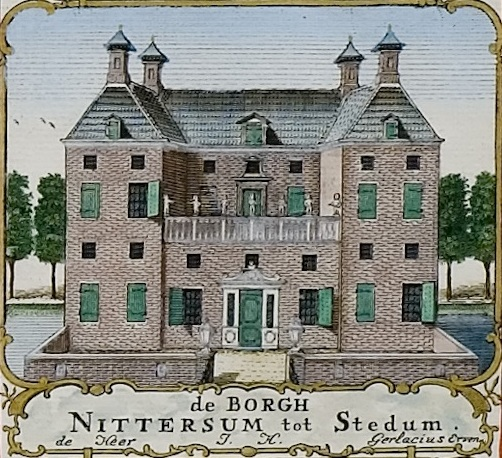
De borg op de kaart van Theodorus Beckeringh (1781)
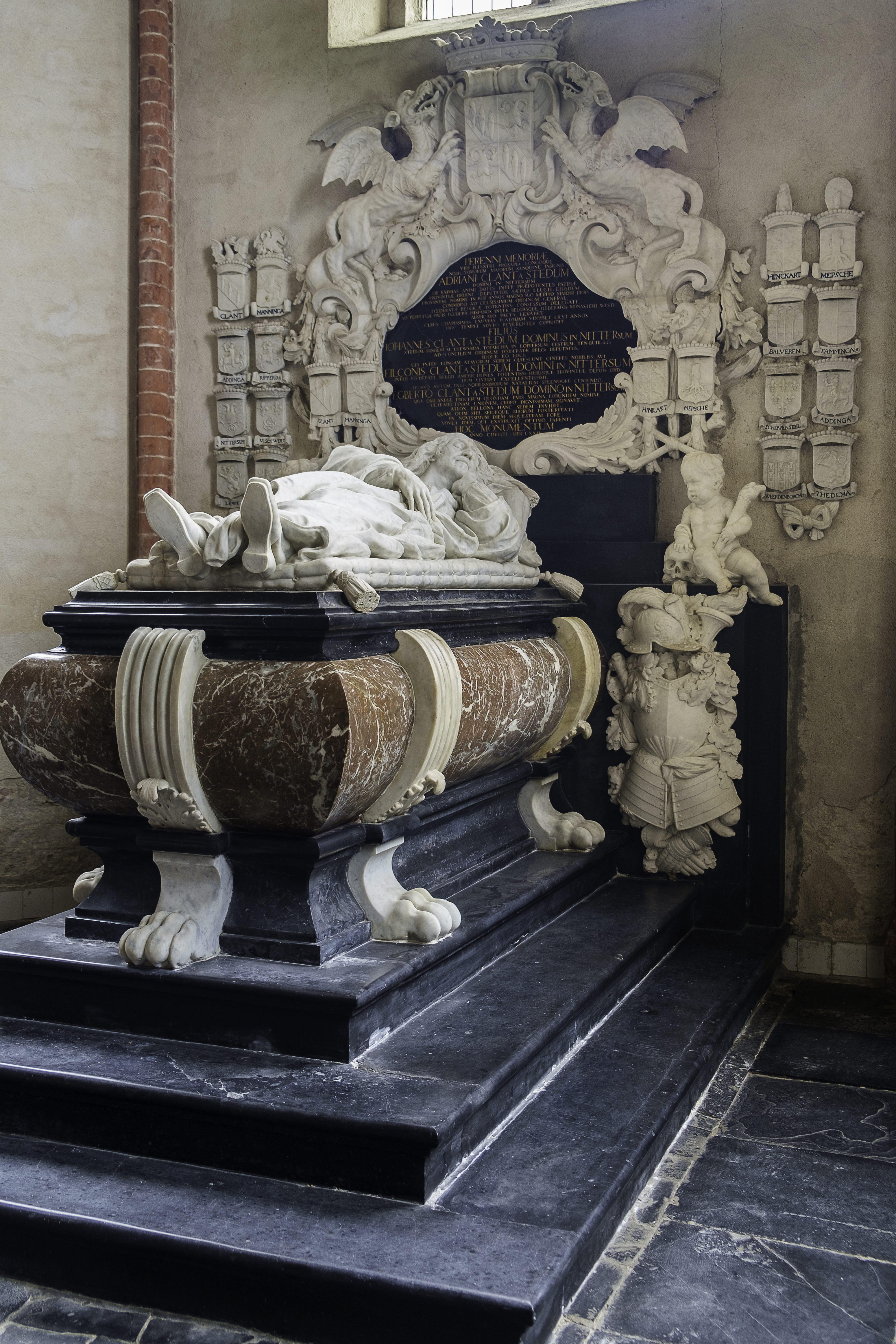
Het praalgraf van Adriaan Clant in de kerk van Stedum
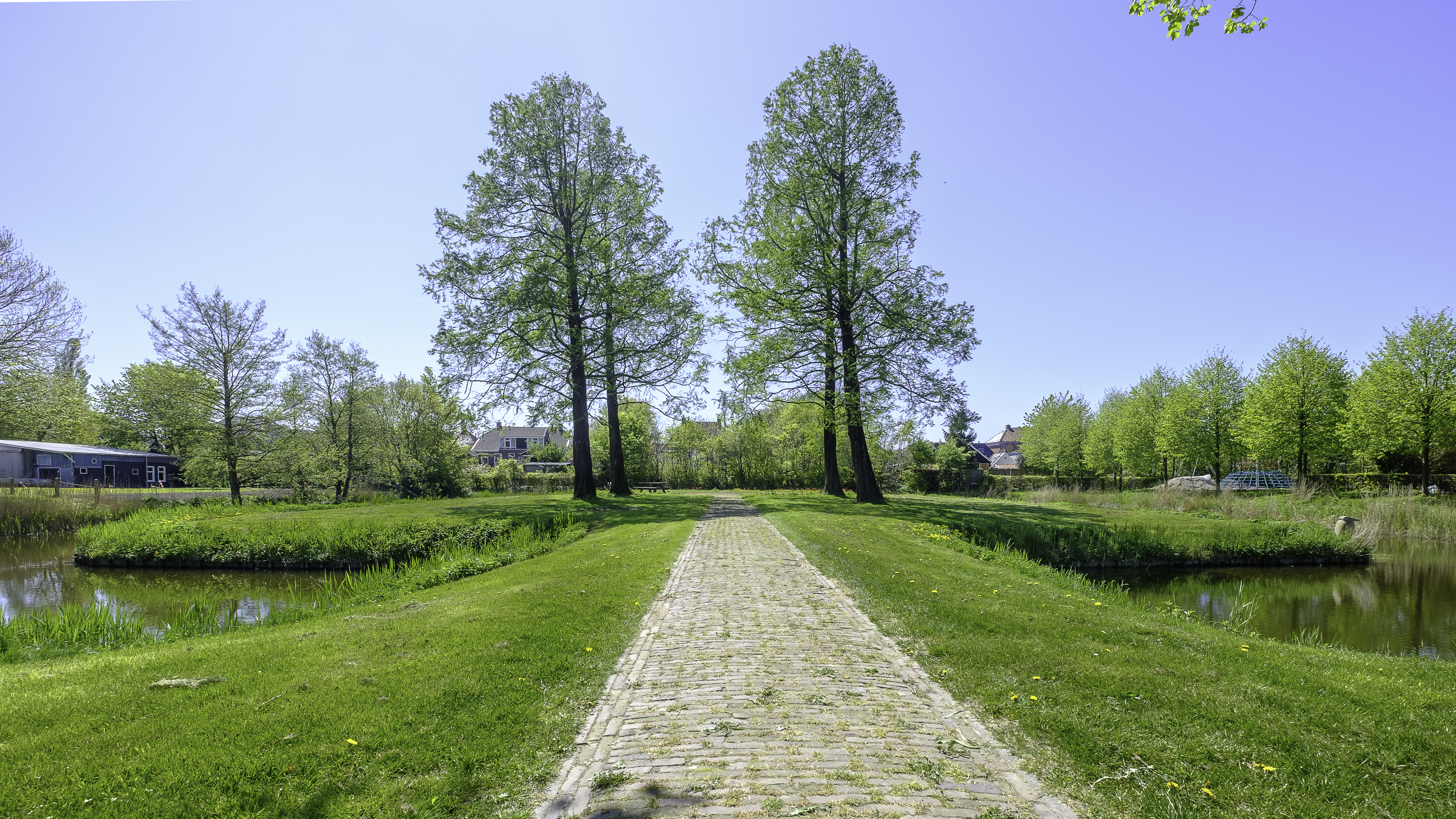
Toegang tot de borgstee
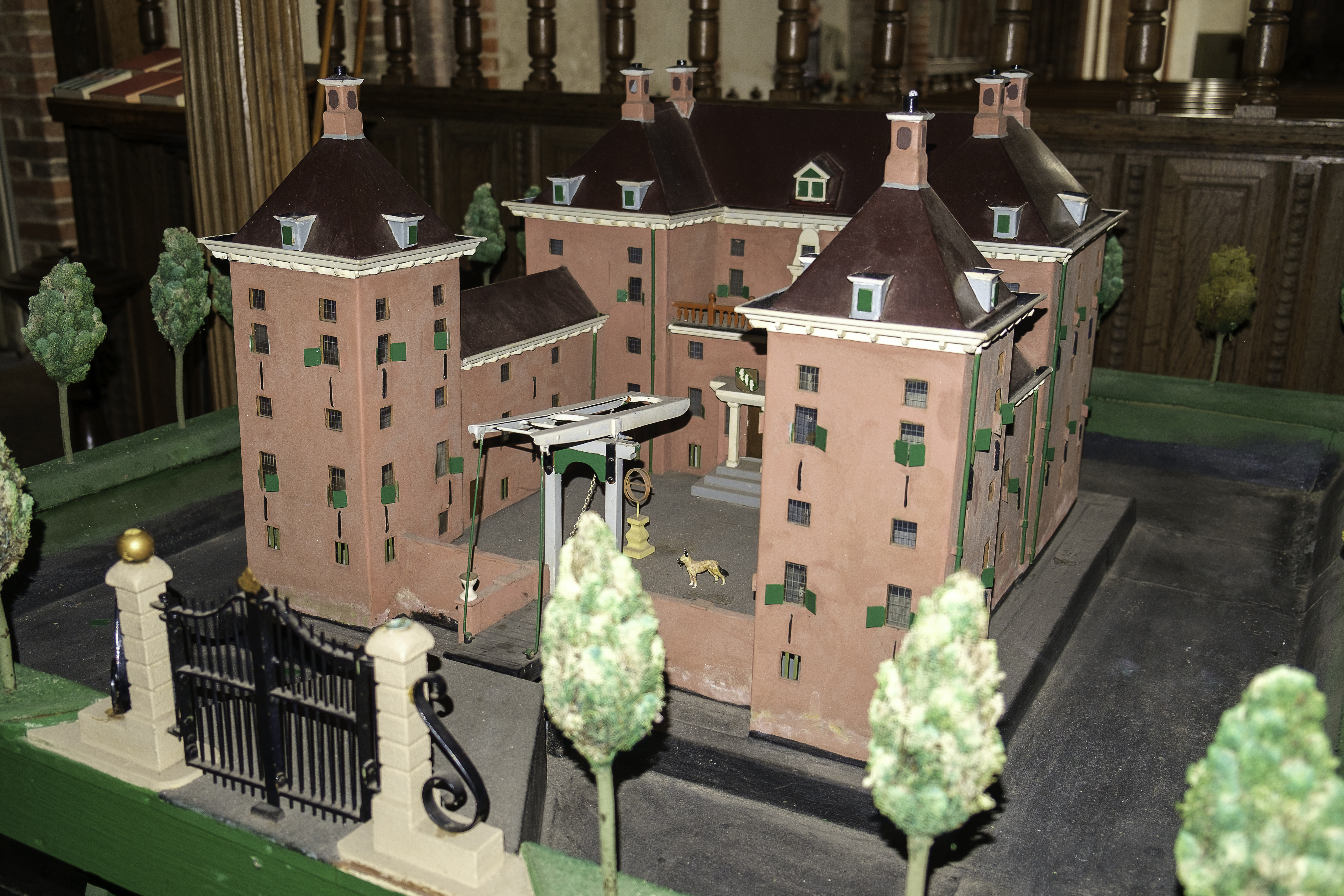
Maquette van de borg in de Bartholomeuskerk in Stedum. Gemaakt in de jaren 1970 door Frans van der Veen naar de oorspronkelijke tekeningen van Philips Vingboons.

Allersmaborg · Asingaborg (Middelstum) · Asingaborg (Ulrum) · Asingaborg (Warffum) · Aylbada · Breedenborg · Cortinghuis · Dijkumborg · Dijksterhuis · Ennemaborg · Ewsum · Fraeylemaborg · Piloersemaborg · Hanckemaborg · Iwema-steenhuis · Huis te Lellens · Menkemaborg · Menthedaborg ·Nienoord · Nittersum · Onstaborg · Scheltkema-Nijenstein · Kasteel Selwerd · Takuma · Verhildersum · Walkuma · Wedderborg